# Acrocera khamensis
Acrocera khamensis är en tvåvingeart som beskrevs av Pleske 1930. Acrocera khamensis ingår i släktet Acrocera och familjen kulflugor. Inga underarter finns listade i Catalogue of Life.